# Halisotoma sindentata
Halisotoma sindentata är en urinsektsart som först beskrevs av John Tenison Salmon 1943.  Halisotoma sindentata ingår i släktet Halisotoma och familjen Isotomidae. Inga underarter finns listade i Catalogue of Life.